# 昴星团望远镜

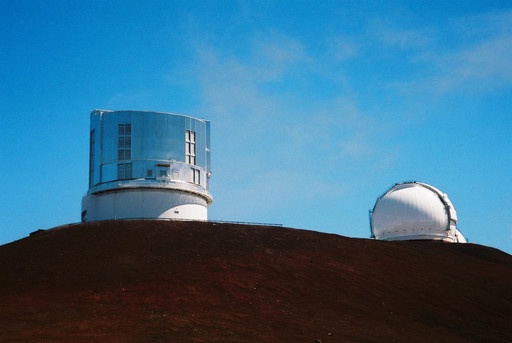
昴星團望遠鏡（左）以及凱克Ⅰ望遠鏡

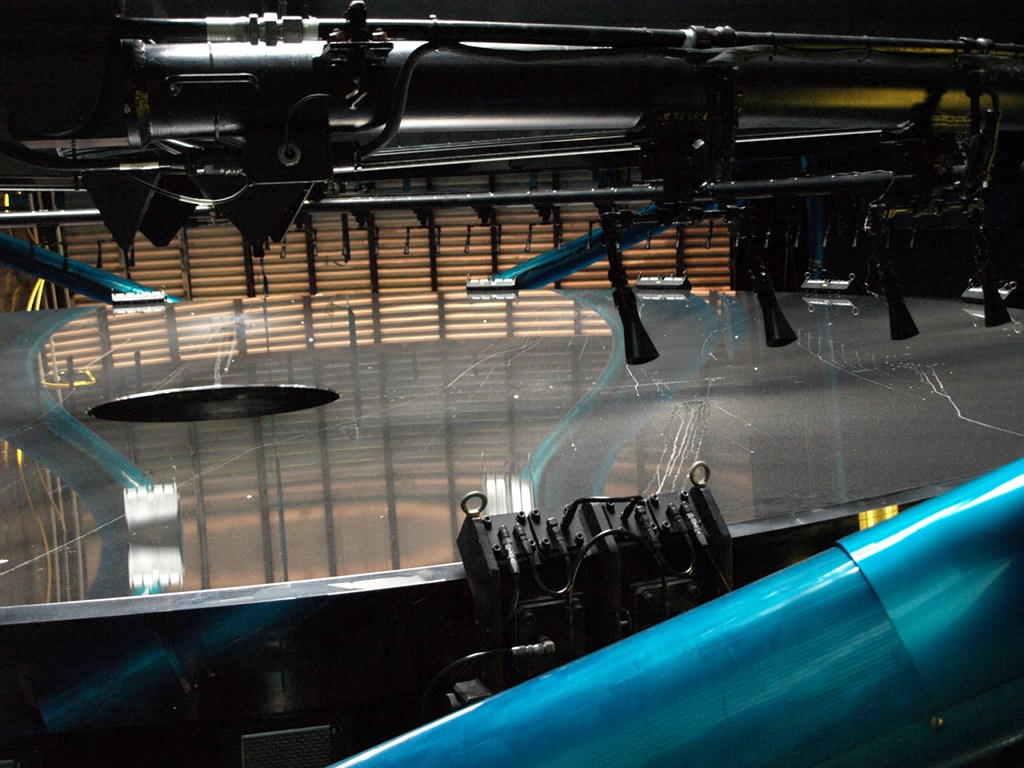
昴星團望遠鏡主鏡

昴星團望遠鏡（第二排最右藍色單鏡）和其他著名光學望遠鏡主鏡面積比較，點選影像可看大圖。

昴星團望遠鏡（又稱速霸陸望遠鏡）是日本國家天文台在美国夏威夷毛納基山天文台建造的8.2米口徑光學望遠鏡，以著名的疏散星团——昴星团命名。從投入工作開始直至2005年，它曾是世界上最大的單片主鏡。

## 概述
昴星团望远镜是一部里奇-克莱琴望远镜反射望远镜。望远镜的主镜直径为8.2米，焦距15米。由于采用了薄镜面技术，厚度只有20厘米。采用零膨胀玻璃ULE制作，重约22.8吨，镜面误差不超过14纳米，并且安装了主动光学和自适应光学系统。
昴星团望远镜有四个观测焦点，主焦点焦比为F2.0，卡塞格林焦点焦比为F12.2，两个折轴焦点焦比为F12.6。整个望远镜装置采用地平式支架，高约22.2米，重约555吨。和以往的望远镜不同，昴星团望远镜的圆顶采用了圆柱形，高约43米，直径40米，并在顶部安装有风扇，以改善空气流动情况。
昴星团望远镜位于夏威夷毛納基山的山顶上，紧邻凯克望远镜，海拔高度为4139米。

## 歷史
1984年，东京大学成立了一个工程工作小组，研究了7.5米望远镜的概念。1985年，日本科学理事会的天文委员会给予开发“日本国家大望远镜（JNLT）”最高优先级别。在1986年，东京大学与夏威夷大学签署一项协议，在夏威夷建造这个望远镜。1988年，日本国家天文台通过东京大学天文台的重组成立，以监督JNLT等国家大型天文项目。
昴星团望远镜于1991年4月开始建造，并且在一年后，經由公众命名比赛给了這架望远镜的正式名称：昴星团望远镜。昴星團望遠鏡於1998年完成建設，总耗资达到3.7亿美元。第一个科学图像拍摄于1999年1月。
许多最先进的技术被用于望远镜。例如，当望远镜改变其方向时，有261个由电脑控制的驱动器从后面按住主镜面来校正其畸变。望远镜外壳建筑也被塑造成形为最大限度地减少空气湍流，以提高天文图像的品质。

## 成果
2006年7月「昴」望遠鏡發現了宇宙中最巨大的結構 。